# Беши
Беши́ (фр. Béchy) — коммуна на северо-востоке Франции, регион Гранд-Эст (бывший Эльзас — Шампань — Арденны — Лотарингия), департамент Мозель. Входит в кантон Панж.

## Географическое положение

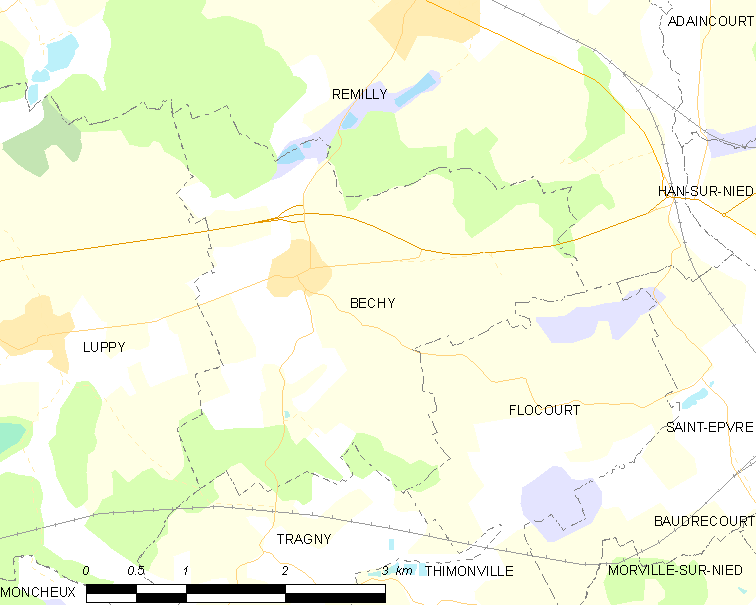
Беши на карте Франции.

Беши расположен в 300 км к востоку от Парижа и в 21 км к юго-востоку от Меца.

## История
- Впервые упоминается в 900 году как Baschiacum.

## Демография
По переписи 2011 года в коммуне проживало 538 человек.

## Достопримечательности
- Церковь Сен-Жан-Батист, неоготический стиль, 1880-е годы.